# 크라이테리언 게임스
크라이테리언 소프트웨어 리미티드(영어: Criterion Software Limited)는 상표명 크라이테리언 게임스(Criterion Games)로 잘 알려진 잉글랜드의 비디오 게임 제작사이다.

## 개발한 게임
- 번아웃 파라다이스
- 니드 포 스피드: 핫 퍼슈트
- 니드 포 스피드: 모스트 원티드 (2012년 비디오 게임)
- 니드 포 스피드 라이벌
- 스타워즈: 배틀프론트 (2015년 비디오 게임)
- 스타워즈: 배틀프론트 2 (2017년 비디오 게임)
- 배틀필드 V
- 배틀필드 2042
- 니드 포 스피드 언바운드